# Johann Friedrich Grael
Johann Grael (Quilitz, 9 gennaio 1708 – Bayreuth, 27 settembre 1740) è stato un architetto tedesco.

## Biografia

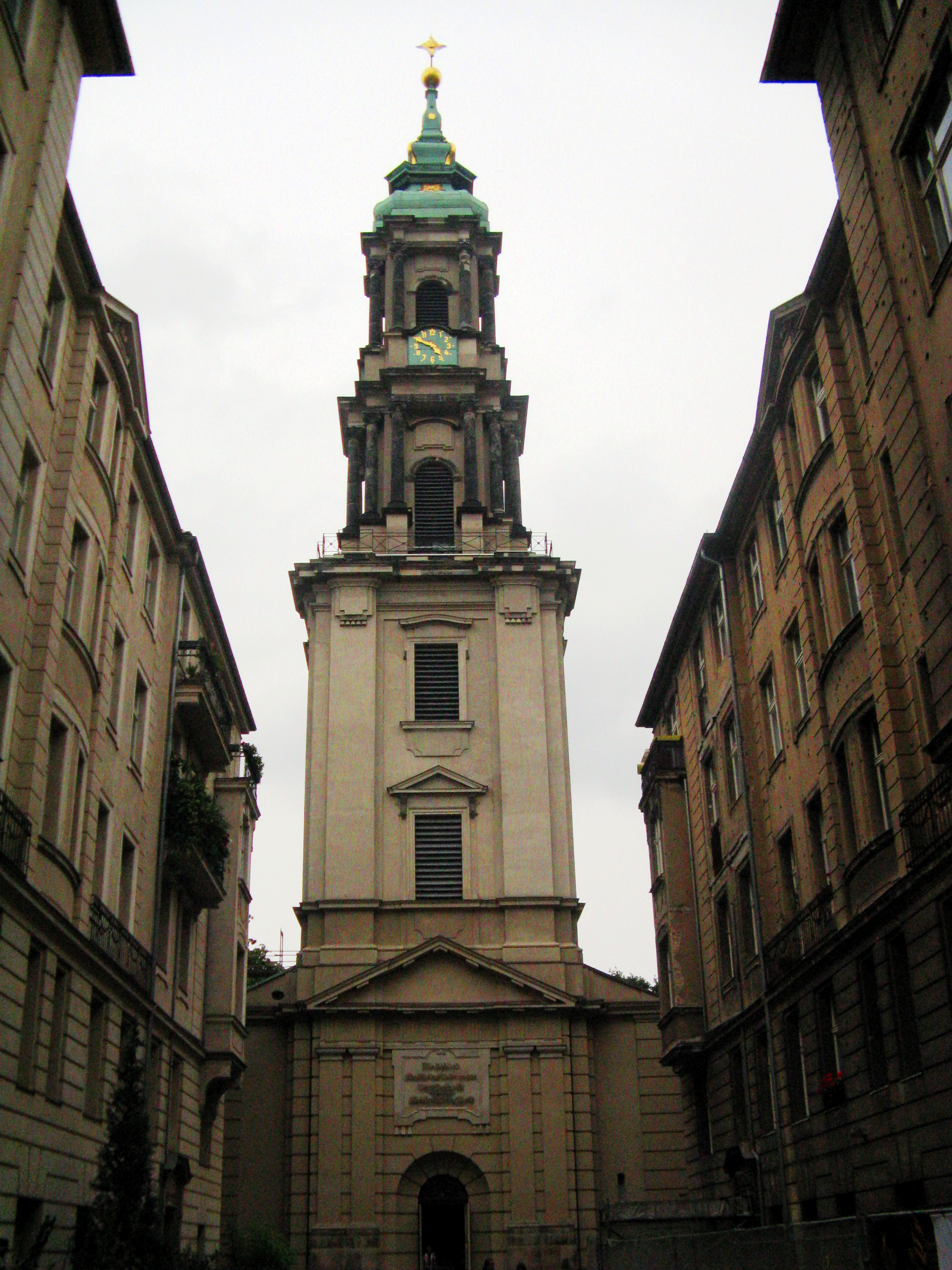
Torre della chiesa di Santa Sofia a Berlino-Mitte

Fu allievo di Philipp Wihelm e di Martin Heinrich Böhme.
Fu uno dei più importanti architetti operanti al seguito di Federico Guglielmo I.
Il suo primo lavoro l'effettuò a Berlino progettando il campanile della chiesa di San Pietro, ma sfortunatamente, nel 1730, quando la costruzione era già quasi ultimata, una tempesta di fulmini distrusse e rese inagibile il cantiere e la prosecuzione dei lavori.
L'Archivio di Stato conserva, ancora oggi, i disegni riguardanti il progetto originario.
A Grael venne affidata la ricostruzione della struttura, però nel 1733 subentrò alla direzione dei lavori l'architetto Gerlach, con la motivazione del non pieno rispetto dei tempi di avanzamento dell'attività.
Negli anni successivi il campanile crollò e Grael si trovò coinvolto in una situazione difficile, che lo portò a dover abbandonare il Paese.
Prima del suo esilio riuscì comunque a terminare la realizzazione dei campanili di Santa Sofia a Berlino e del Santo Spirito a Potsdam, con uno stile aderente alla scuola olandese.
Negli ultimi anni di vita Grael si occupò di vari compiti di consulenza e di progettazione che, a causa della sua improvvisa morte, verranno portati a termine da J. G. Weise.

## Opere principali
- Progettazione e direzione lavori per la torre della chiesa di Pietro a Berlino (1727-1731), crollata nel 1734, la chiesa durante la seconda guerra mondiale è stata danneggiata e nel 1964 è stata distrutta;
- Progetto per la fontana sul Roßmarkt a Stettino (1730);
- Interni in Stadtschloss Berlin (1732), distrutti durante la seconda guerra mondiale;
- Torre della chiesa dello Spirito Santo a Potsdam (1732-1734), distrutta durante la seconda guerra mondiale;
- Torre della chiesa di Santa Sofia a Berlino (1732-1734), conservata;
- Equitazione e sala di allenamento Schwedt (direzione lavori 1735-1736);
- Ricostruzione del vecchio castello dell'Eremo di Bayreuth (1736);
- Design per la casa di caccia Kaiserhammer (1739);
- Edifici privati a Berlino:
  - Palazzo Kameke (in seguito Palazzo Rederns) su Pariser Platz / angolo Unter den Linden (1729-1736);
  - Palazzo Borck-Saldern, anche a Pariser Platz / angolo Unter den Linden;
  - Palazzo Grumbkow, Königsstraße (oggi Rathausstraße);
  - Casa Eberbach, Königsstraße (oggi Rathausstraße);
  - La casa di Weizel, Spandauer Straße;
  - Palazzo Creutz, Klosterstraße.